# John Somers-Smith
John Robert Somers-Smith (15. december 1877 – 1. juli 1916) var en britisk roer som deltog i OL 1908 i London.
Somers-Smith blev olympisk mester i roning under OL 1908 i London. Han vandt firer uden styrmand sammen med Collier Cudmore, James Angus Gillan og Duncan MacKinnon. Mandskabet repræsenterede Magdalen College B.C.
Somers-Smith tjenestegjorde som kaptajn ved British Army og han døde under Slaget ved Somme under Første verdenskrig.